# John Quincy Adams Ward

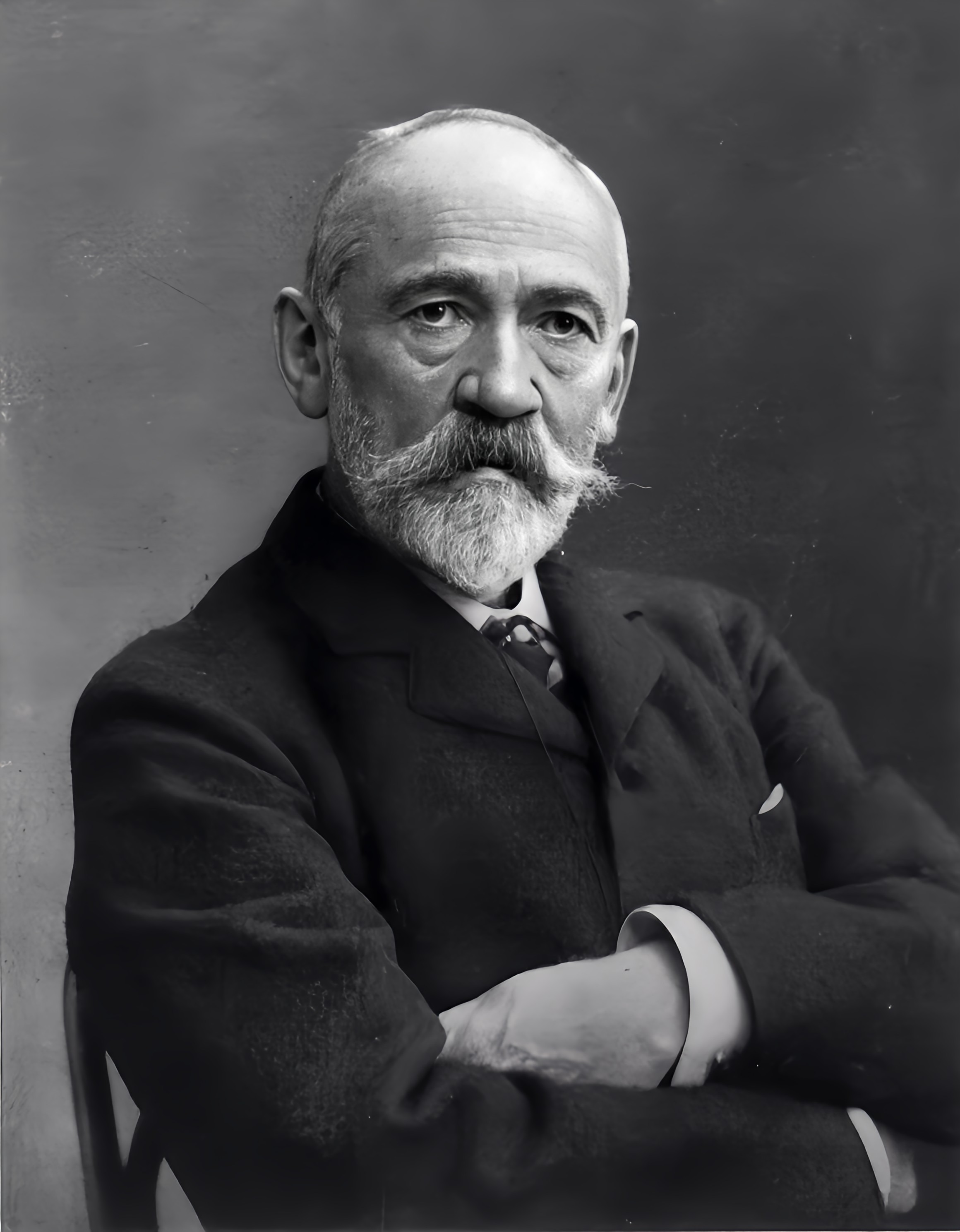
John Quincy Adams Ward omkring 1900.

John Quincy Adams Ward, född den 29 juni 1830 i Urbana i Ohio, död den 1 maj 1910 i New York, var en amerikansk skulptör. Han var bror till Edgar Melville Ward.
Ward studerade först medicin och skaffade sig anatomiska insikter. Han slog sig sedan på bildhuggarkonsten, var 1850–1856 lärjunge till Henry K. Brown och öppnade 1861 egen ateljé i New York, där han 1863 blev ledamot och 1874 preses i konstakademien.

## Verk (i urval)
- Indiansk jägare, Central Park i New York
- Den barmhärtige samariern, Boston
- Den frigivne, på Kapitolium i Washington, D.C.
- statyer av Matthew C. Perry i Newport
- staty av Israel Putnam i Hartford
- staty av Winfield Scott Hancock i Philadelphia
- staty av William Shakespeare i New York
- staty av George Washington i New York, vid Federal Hall National Memorial

## Bildgalleri

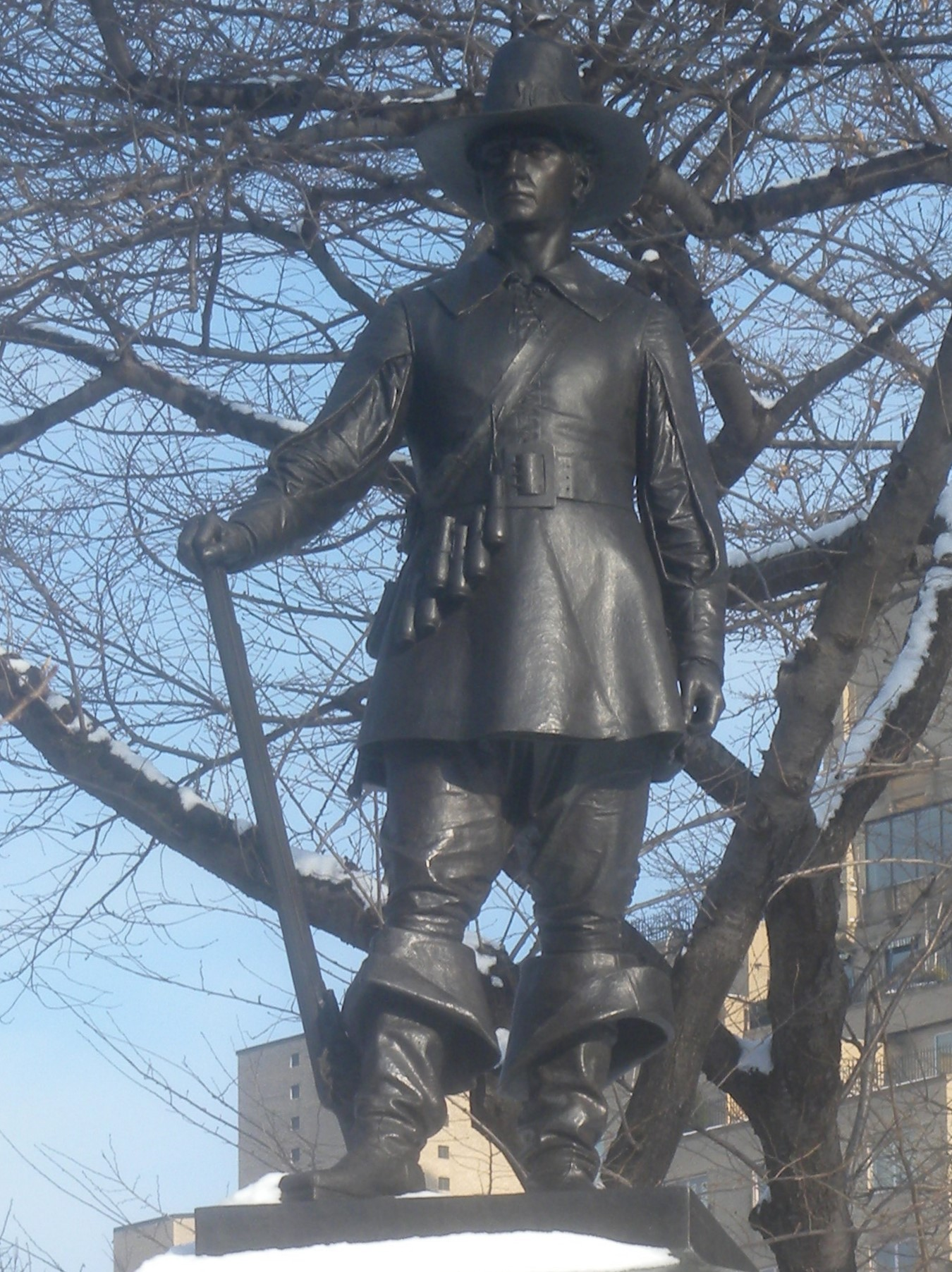
The Pilgrim, 1884, Central Park, New York
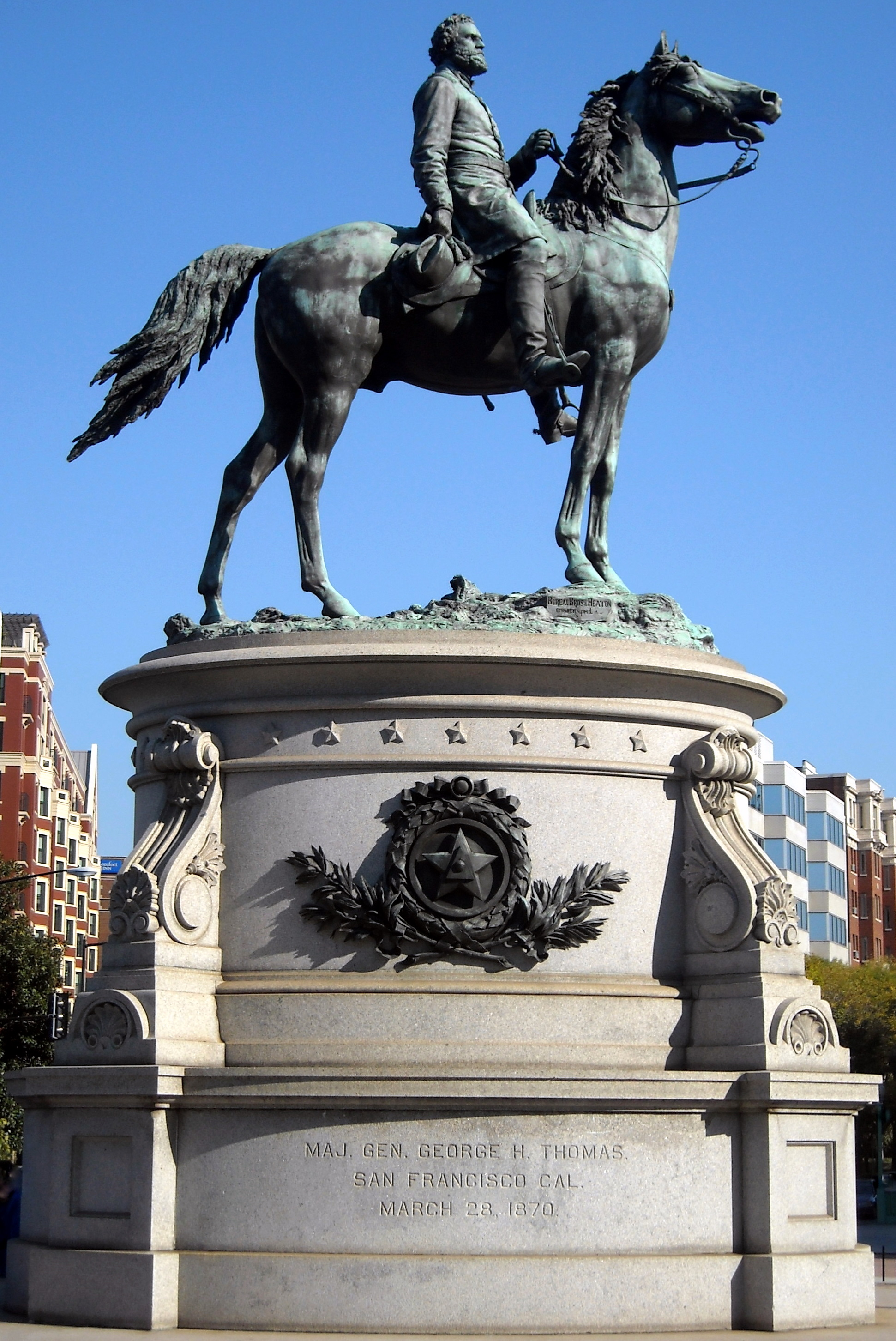
George Henry Thomas, Thomas Circle, Washington, D.C.
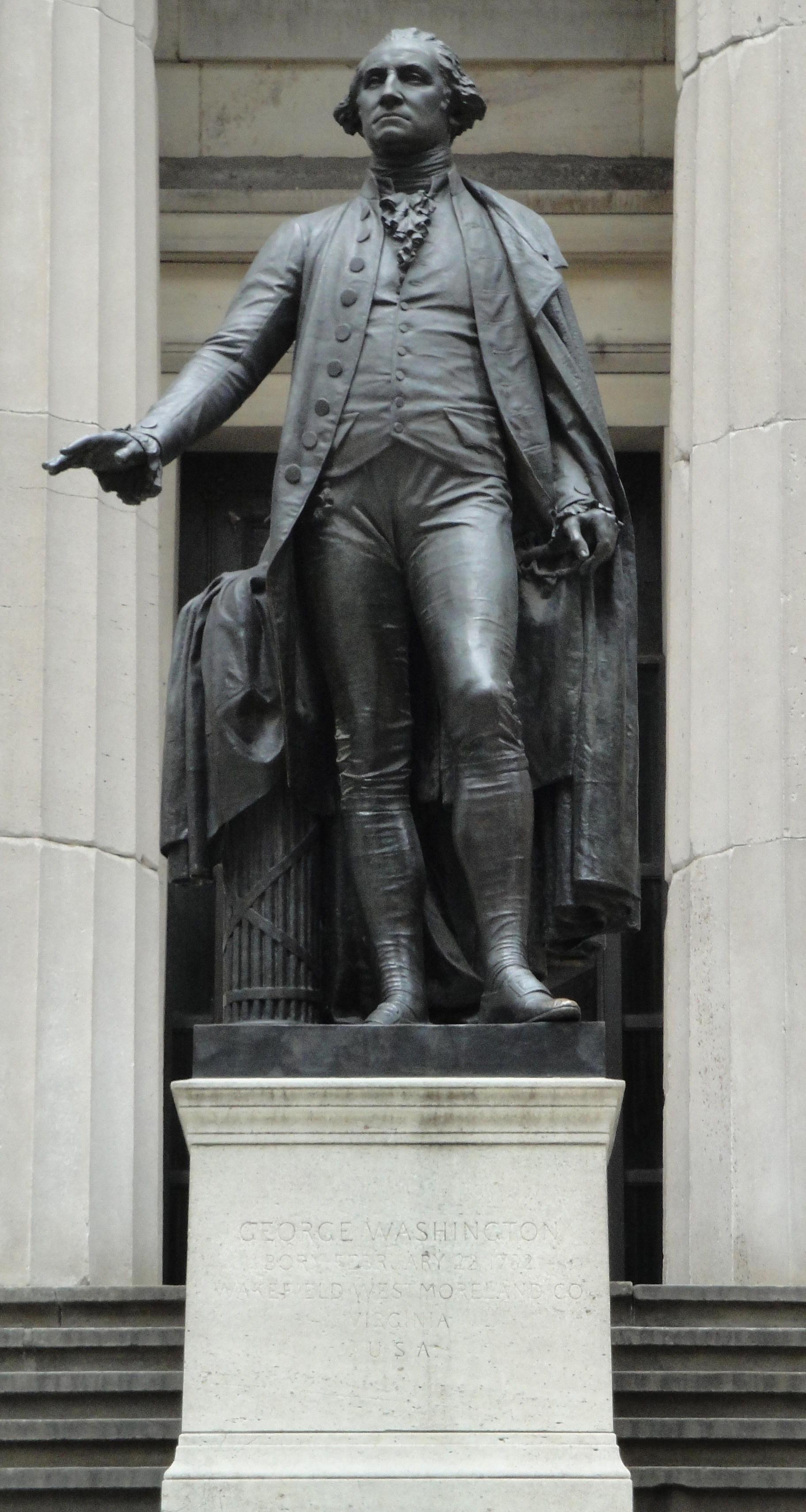
Statue of George Washington, Federal Hall, New York
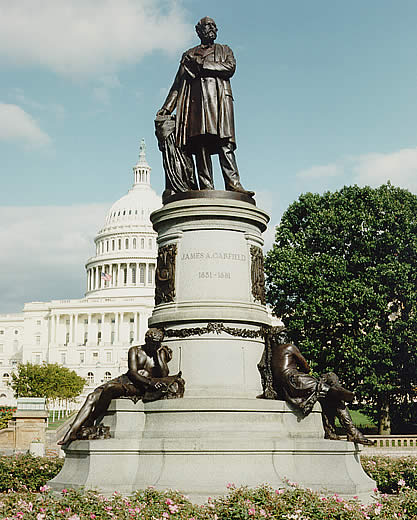
James A. Garfield Monument, United States Capitol grounds, Washington, D.C.
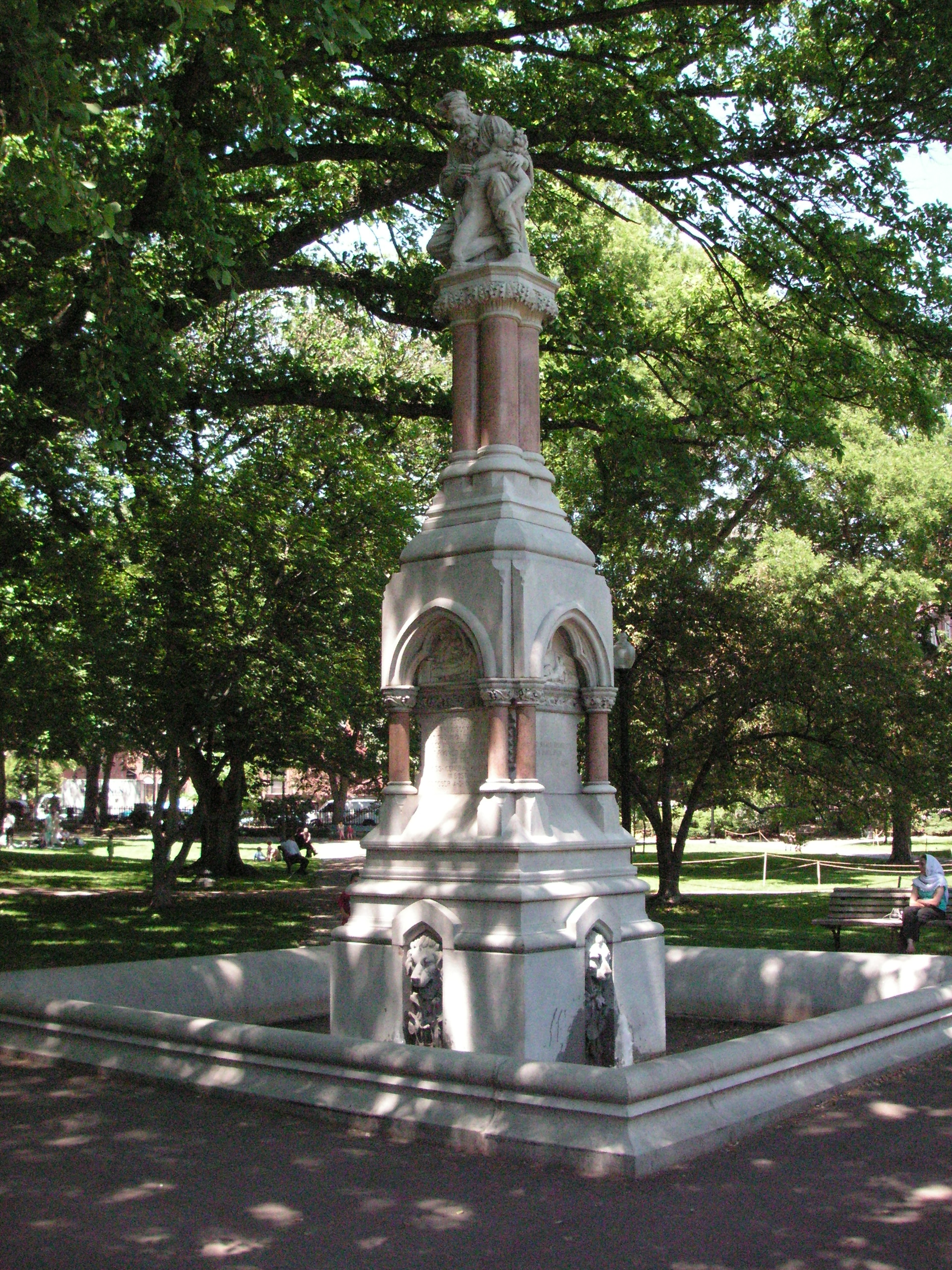
Ether Monument, Boston Public Garden
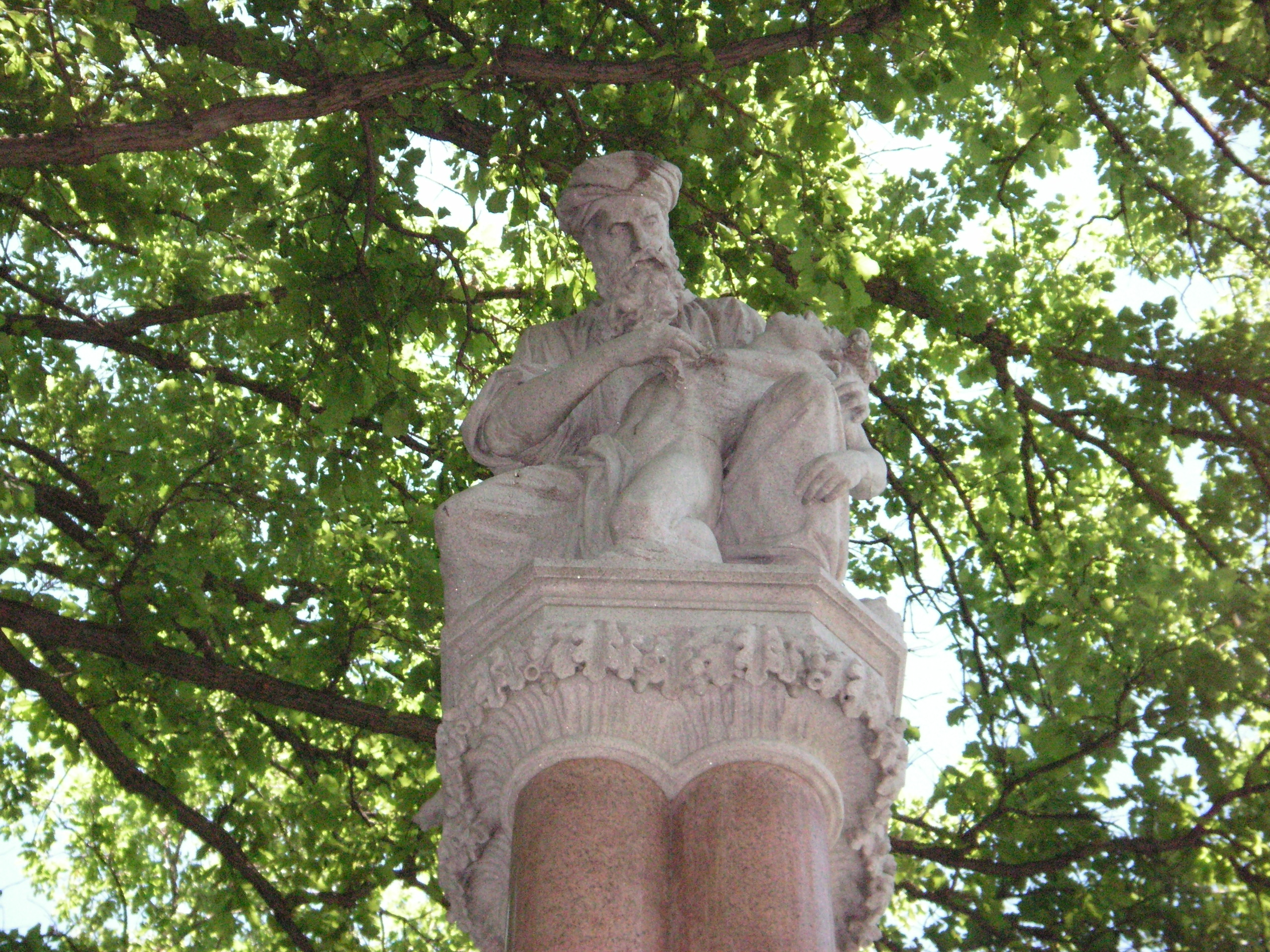
Ether Monument, Boston Public Garden